# Aparejador

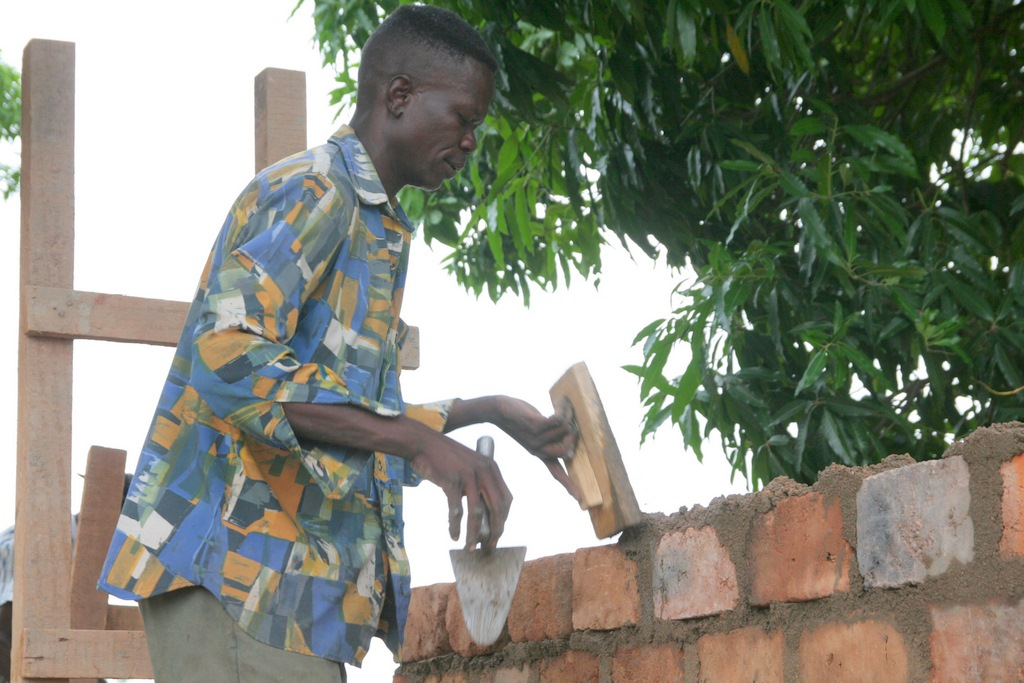
Aparejador trabajando en una construcción

Un aparejador, conocido en Argentina como maestro mayor de obras, es un «técnico titulado que interviene con funciones propias en la construcción de edificaciones».
Su nombre indica que se trata del agente que conoce los aparejos de las fábricas, técnicas y medios para su ejecución, es decir, que se encarga de las labores de ejecución y de la disposición de los elementos y materiales de construcción en la obra. Muchos aparejadores, de hecho, desempeñan funciones de jefe de obra, coordinando equipos, dirigiendo los trabajos y revisando la calidad de la obra a medida que esta avanza.
El patrón de los aparejadores y arquitectos técnicos es, desde el año 1971, san Juan de Ortega. Su onomástica se celebra el 2 de junio.

## Historia
Aquí yace Guillen de Rohan, maestro de la iglesia de León et Apareiador de esta capilla.

La cita corresponde a uno de los enterramientos sitos en las capillas de Santa Clara (Tordesillas) y supone la primera referencia histórica que se conserva acerca de la profesión del aparejador en la Edad Media. Guillen murió en la primera mitad del siglo XV, confirmando que esta profesión técnica es una de las más antiguas de España. Su función: Organizar la obra en los aspectos técnicos y económicos.
En su origen, el término aparejador era la denominación de un oficio medieval dedicado, principalmente, al cimbrado y descimbrado de elementos auxiliares, desarrollándose en edificaciones monumentales, bajo la subordinación del arquitecto. Paralelamente existían otras profesiones en edificación, como el maestro de obras.
En 1752, se crea la Real Academia de Bellas Artes de San Fernando, y el 24 de enero de 1855, el conocido como Decreto Luján instituye el título de Aparejador en sustitución del de Maestro de obras. Los arquitectos recaban para sí la exclusividad en el proyecto y dirección de las obras que les conferían las reales órdenes de septiembre de 1845 y 31 de diciembre de 1853, excepto en localidades de menos de 2000 habitantes y en las demás en que no hubiese arquitecto. Mientras, los maestros de obras pretendían que tal exclusividad de actuación del arquitecto se reservara a las obras oficiales y monumentales, rigiendo para el resto el principio de libre competencia de intervención profesional.
El Estado resolvió el conflicto con la anulación del título de Maestro de obras, sustituyéndolo por otro de nuevo cuño, el de Aparejador, que no podría exigir derechos ni prerrogativas adquiridas, porque tenían bien probada anteriormente la subordinación de sus actividades a las de los arquitectos.
La Reforma Luján produjo una fuerte reacción por parte de los maestros de obras, cuya profesión veían en peligro de desaparición. Y sólo dos años más tarde, como parte de la denominada Ley Moyano (1857), se reimplantó la enseñanza y el título de Maestro de Obras, al mismo nivel profesional que el de Aparejador.
Fruto de la lucha corporativa entre maestros de obras y arquitectos, que se reproduce constantemente hasta 1871, año en el que se suprime el título de Aparejador como cualificación profesional, es el Decreto de 8 de enero de 1870, que redefine las funciones de los maestros de obras, cuya intervención en las construcciones oficiales queda equiparada a la del arquitecto. Esta situación cambiará radicalmente sólo un año después en favor del arquitecto.
La reimplantación oficial del título de Aparejador se produce por un Decreto del 20 de agosto de 1895. Sin embargo, las atribuciones que les corresponden no se fijan hasta 1902, 1905 y 1912.
La intervención obligada del aparejador en todas las obras dirigidas por arquitectos del estado, provincia o municipio, cuyo, presupuesto supere las 15.000 pesetas, se logra en 1919 (R. D. de 28 de marzo), estableciéndose que, en las poblaciones donde no exista arquitecto, los aparejadores podrán proyectar y dirigir toda clase de obras cuyo presupuesto no exceda de 10 000 pesetas, salvo las de reparación, en que no se dé modificación de estructura y del aspecto exterior de las fachadas.
En 1935, con base en el Decreto de 16 de julio, se establece la intervención obligatoria del aparejador en toda obra de arquitectura, especificando las funciones del aparejador:

[...] que a los arquitectos corresponde el proyecto y la dirección de las obras de arquitectura; al aparejador, como ayudante técnico, la inmediata inspección y ordenación de la obra, y al constructor práctico de obras la ejecución material, así como la aportación de elementos de trabajo y medios auxiliares, a más de la organización, distribución y vigilancia del personal en las obras que se efectúen por la Administración y el suministro de materiales y la organización administrativa y económica en las que se lleven a cabo por contrata. Con la intervención del aparejador en la obra, queda garantizada la asidua inspección de los materiales, con sus proporciones y mezclas, la ejecución de las fábricas y la de los medios y construcciones auxiliares supliendo, caso de haberla, la falta de preparación técnica del contratista.

Posteriormente, el título de Aparejador fue sustituido por el de Arquitecto técnico en ejecución de obras, y sus atribuciones, especificadas en el Decreto 265/1971, donde se regulan las facultades y competencias profesionales de los arquitectos técnicos.

## Evolución de la profesión
| Maestro de obras (siglos XII-XIX/XX) → Aparejador (siglo XX) → Arquitecto técnico (siglo XX-XXI) → Graduado en Edificación (España) (siglo XXI) |

A finales de la década de 1990, aprovechando la reforma en el sector de la edificación sobre la base de la Ley de Ordenación de la Edificación (LOE), su denominación cambió a Arquitecto técnico. Actualmente los estudios de Arquitecto técnico han sido sustituidos por la titulación de Graduado en Edificación (España), cumpliendo con el Proceso de Bolonia.
El término aparejador sigue siendo empleado por parte de la sociedad en la actualidad, aunque la profesión regulada de Aparejador como tal ya no existe, sino que fue sustituida en el ordenamiento legal por la figura del Arquitecto técnico y, en el plano académico, por la figura del Graduado en Edificación

## Denominación profesional y controversia
En la actualidad existe un conflicto derivado del Proceso de Bolonia, por el cual algunos colegios profesionales ajenos a la Arquitectura técnica recurrieron judicialmente la denominación oficial de grado en ingeniería de la edificación. Actualmente esta problemática no se encuentra todavía resuelta y perviven mientras tanto varias denominaciones del grado a nivel universitario: Ingeniería de edificación, Arquitectura técnica y Ciencia y tecnología de la edificación, entre otras. Asimismo, la mayoría de los colegios profesionales de arquitectos técnicos hacen también uso de la denominación de «aparejador» y de «ingeniero de edificación», tanto para denominar su colegio profesional, como su profesión. 
En el resto de Europa, la profesión la desempeñan figuras como el Ingegnere edile en Italia, el Ingénieur du bâtiment en Francia, el Ingenieur für Hochbau en Alemania. En algunos algunos países anglosajones, se puede encontrar también la figura del Building engineer.

## Organización gremial
Muchos aparejadores se adscriben a los llamados Colegios Profesionales para obtener una serie de servicios para su profesión a cambio de una mensualidad de colegiación. Estos Colegios Profesionales prestan servicios a sus colegiados como formación continua para sus colegiados mediante cursos y jornadas, el registro de los encargos de trabajo y el visado de las documentaciones técnicas; la gestión voluntaria del cobro de honorarios, el asesoramiento y apoyo en aspectos jurídicos, laborales y fiscales; servicios de biblioteca y documentación, etc. Cabe destacar también el aseguramiento, mediante el cual los aparejadores cubren riesgos de responsabilidad civil profesional. La mutua creada por los Colegios de Arquitectos Técnicos (MUSAAT) es una de las aseguradoras más comunes entre los aparejadores a esos efectos.
Los colegios también tienen entres sus funciones ser intermediarios entre la profesión y la sociedad, asesorando a las administraciones públicas, dando a conocer la profesión, e incluso haciendo de intermediarios para captar trabajos para los profesionales. Por ejemplo, a iniciativa de varios colegios se creó en 2016 la plataforma ObrasconGarantía.com, que permite a los ciudadanos contactar con aparejadores para pedir sus servicios. Asimismo, durante el confinamiento a causa de la COVID-19, aparejadores de varias provincias tomaron la iniciativa solidaria de ayudar a la población a mejorar las condiciones de habitabilidad de sus hogares.
En un plano más institucional, los Colegios Profesionales también desarrollan funciones como la ordenación y control del ejercicio y deontología profesional, dentro de su ámbito geográfico. Cada Colegio representa a la profesión en su demarcación territorial, mientras que el Consejo General de Colegios Oficiales de Aparejadores y Arquitectos Técnicos (CGATE) es quien lo hace a nivel nacional o internacional. Los distintos Colegios territoriales de Aparejadores y Arquitectos Técnicos, junto con los Consejos de ámbito autonómico y el CGATE, conforman la organización colegial de la Arquitectura Técnica en España.

## Atribuciones profesionales
El aparejador, en cuanto a la figura moderna de arquitecto técnico o de ingeniero de edificación, posee las mismas competencias y atribuciones profesionales que estos. Su principal ámbito de actuación es la gestión de la producción de la edificación, y puede desempeñar la dirección de ejecución de obras, la realización de certificados de eficiencia energética, la redacción de informes de evaluación de edificios, la realización de valoraciones y tasaciones inmobiliarias y otras. Para un listado completo de sus atribuciones, consultar las atribuciones profesionales del arquitecto técnico.